# Vladimir bolgár kán
Vladimir (bolgárul: Владимир Расате), (? – 893 után) bolgár cár 889-től 893-ig.
Édesapja, I. Borisz cár lemondása után került a trónra. Szövetséget kötött a frankokkal. Mivel maga is pogány volt, teret engedett a régi vallásnak. Borisz ekkor ismét színre lépett és ifjabb fiát, Simeont ültette a trónra.